# Сычёвская (порода коров)
Сычёвская — молочно-мясная порода крупного рогатого скота. Выведена в Сычёвском районе Смоленской области путём скрещивания местных беспородных коров с быками симментальской породы.
На территорию Сычёвского уезда в крупные помещичьи хозяйства симментальский скот завозился из Швейцарии начиная с 1870 года.
30 июня 1930 года вышло постановление Совнаркома СССР о создании в Сычёвке первого в Советском Союзе государственного племенного рассадника крупного рогатого скота.
В том же году в Сычёвке открылся зоотехникум, в 1931 году создана зональная опытная станция по молочному хозяйству. Было создано племенное ядро, выделены ведущие линии быков и семейств. Внедрено искусственное осеменение коров, что позволило по максимуму использовать закупленных по импорту симментальских быков.
В 1950 году порода утверждена как самостоятельная. За это достижение присуждена Сталинская премия I степени авторскому коллективу: Вендэ, Ольга Денисовна, руководитель работы, директор, Добруцкая, Вера Петровна, Фетисова, Людмила Васильевна, селекционеры, Корунный, Григорий Васильевич, ст. зоотехник Сычёвского государственного племенного рассадника; Григорьев, Николай Григорьевич, инспектор Смоленского областного управления сельского хозяйства, Петухов, Константин Фёдорович, зам. нач. Управления Центра и Северо-Запада ГУ животноводства МСХ СССР, Рощина, Анна Антиповна, телятница колхоза «Вперёд к социализму» Сычёвского района Смоленской области.
Сычёвская порода по масти, конституции и продуктивности схожа с симментальской породой. Масть палевая, палево-пёстрая, некоторые животные имеют рыжую, рыже-пёструю и красно-пёструю окраску.
Коровы весят 500—600 кг, быки 700—900 кг. Продуктивность коров 3500—4500 кг молока жирностью 3,6—4,0 %. Вес откормленных бычков в возрасте 18 месяцев — 350—370 кг, убойный выход 55 %.
Преимуществами породы считались устойчивость к заболеваниям, способность адаптироваться в различных климатических условиях, хорошая молочная и мясная продуктивность, и срок хозяйственного использования коров - до достижения возраста 12 лет.
С 1985 года проводилась селекционная работа по совершенствованию сычёвской породы с использованием быков-производителей
голштинской породы красно-пёстрой масти.
По данным породного учета на 1 января 1990 г. численность скота сычёвской породы составила 531 тысяча голов.